# Camas (Espanha)
Camas é um município da Espanha, na província de Sevilha, comunidade autónoma da Andaluzia. Tem 11,7 km² de área e em 2021 tinha 27 490 habitantes (densidade: 2 349,6 hab./km²). Pertence à Comarca Metropolitana de Sevilha, limitando com os municípios de Sevilha, Valencina de la Concepción, Santiponce, Castilleja de la Cuesta, Tomares, San Juan de Aznalfarache, além de ser banhado pelo Rio Guadalquivir.